# Міські голови Вінниці

## Моргунов Сергій Анатолійович
Міський голова з 27 лютого 2014 року

## Гройсман Володимир Борисович
Міський голова з 26 березня 2006 року до 27 лютого 2014 року.
Згодом обіймав посади:
- віце-прем'єр-міністр України — міністр регіонального розвитку, будівництва та житлово-комунального господарства (2014)
- Голова Верховної Ради України (2014-2016)
- Прем'єр-міністр України (2016-2019)

## Домбровський Олександр Георгійович
Міський голова з 03.04.2002 по лютий 2005 року. Від лютого 2005 — квітень 2010  — голова Вінницької обласної державної адміністрації.

## Ваховський Володимир Костянтинович
Міський голова з 12.06.2000 по 02.04.2002 рік
Заслужений будівельник України. Нагороджений орденами «За заслуги» III ступеня, «Святий князь Володимир» IV ступеня; медалями та Почесною грамотою Кабінету Міністрів України.
Народився 10 листопада 1942 року на Вінниччині. Закінчив Вінницький будівельний технікум (1959 р.), Одеський інженерно-будівельний інститут (1968 р.) та Московську академію народного господарства при Раді Міністрів СРСР (1989 р.).
Трудову діяльність розпочав у 1959 р. Пройшов шлях від слюсаря до керуючого будівельним трестом («Вінницяжитлобуд», «Облбудтрест»). У 1987 — 1994 рр. — директор Вінницького державного проектного інституту, президент АТ «Вінницький проектний інститут».
З 1994 р. по 1996 р. — начальник Вінницького регіонального відділення Фонду державного майна України. З 1996 р. по 2000 р. — заступник голови Вінницької облдержадміністрації. У 2000—2002 рр. — міський голова міста Вінниці.
З січня 2003 року — начальник ДП «Вінницька обласна служба Укрінвестекспертизи».
За час головування не було зроблено жодного серйозного вкладу в розвиток міста, як у соціальній, так і в економічній сферах.

## Дворкіс Дмитро Володимирович
Міський голова з 05.1992 по 11.06.2000 рік. Двічі обирався на посаду загальноміськими виборами.
Головування прийшлося на час економічного занепаду України перших років незалежності. Більшість заводів міста або зупинилися (радіоламповий, хімічний), або суттєво скоротили активність і випуск продукції (підшипниковий, тракторних агрегатів тощо). Звільнені люди були фактично викинуті на вулицю і кругом розцвіла вулична торгівля. Єдиним потужнім підприємством, що зберіг обсяги, залишився завод «Кристал». Також Вінниці вдалося зберегти систему громадського транспорту, порівняно з іншими містами країни.
Побудовано дві тролейбусні лінії — у мікрорайоні Тяжилів та по вул. Свердлова, нові гілки водопроводу на Старому місті, на Хуторі Шевченка та мікрорайоні П'ятничан. Створено міський Центр матері і дитини, міський камерний хор, міський палац мистецтв «Зоря». Відкрито пам'ятники жертвам репресій, чорнобильцям, афганцям. Засновані перші у місті комунальні засоби масової інформації — ІТА «ВІТА», радіостудія «Місто над Бугом», «Вінницька газета».

## Костін Микола Федорович
Міський голова з 01.01.1991 по 05.1992
Перший голова обраний на альтернативній основі сесією міської ради. Продовжилась робота над розпочатими раніше проектами, закладено фундамент школи № 6. В червні 1991 р. делегація з 33 депутатів, очолювана Костіним М. Ф., уклала офіційну угоду з британським містом Пітерборо про дружні зв'язки між містами-побратимами.

## Юр'єв Володимир Іванович
Голова міськвиконкому з 28.03.1990 по 01.01.1991.
Юр'єв Володимир Іванович (28.03.1990 — 01.01.1991) — голова міськвиконкому та Сорока Іван Іванович — голова міської ради. У місті одночасно 2 господаря. У ці часи велась робота з підготовки переходу міста на самоокупність і самофінансування, розроблений проект програми приватизації, ішла підготовча робота щодо переходу міста до ринкової економіки. Збудовано останню чергу водопроводу, водогін на Старе місто, відкрито пологовий будинок № 2, розпочато побудову павільйону на Центральному ринку.
У 1991 році на сесії міської ради вирішено питання про суміщення посад голови міськвиконкому та голови міської ради.

## Іванов Юрій Іванович
Голова міськвиконкому з 28.11.1987 по 28.03.1990 рік
Його головування збіглося з початком демократизації українського суспільства., відбувались перші мітинги та заворушення. За ці роки збудована друга черга водопроводу, зданий в експлуатацію вінницький аеропорт, дитяча обласна лікарня, досягнуті найвищі темпи газифікації.

## Одноколов Володимир Семенович
Голова виконкому Вінницької міської ради народних депутатів від 24 червня 1975 року до 28 листопада 1987 року.
Народився 26 жовтня 1928 року в м. Добруш Гомельської області в сім'ї службовців. За національністю білорус. Навчався в індустріальному технікумі у місті Кам'янець-Подільський (1947—1950) та інституті хімічного машинобудування у Москві (1950—1955).
1957 року переїхав до Вінниці. Працював у котельному цеху ТЕЦ глиноземного заводу Міністерства кольорової металургії СРСР в місті Пікальов, виробничо-технічному відділі Вінницького раднаргоспу, Подільського управління раднаргоспу та ряді відділів обкому КПУ.
Рекомендований на посаду голови виконкому Вінницької міської ради народних депутатів обкомом Компартії України. Володимир Одноколов обіймав посаду голови виконкому Вінницької міськради з 1975 по 1987 рр., до 1998 — працював на керівних посадах в об'єднанні «Вінницяобленерго».

## Жмака Борис Омелянович
Мер міста з 01.12.1972 по 05.1975
Родом з с. Березняки Сумської області. Народився в багатодітній селянській сім'ї. Закінчив Київський технологічний інститут харчової промисловості, за фахом інженер-механік. Працював на ряді підприємств цукрової промисловості Вінницької області.
Був нагороджений медаллю «Ветеран праці» від імені президії Верховної ради СРСР.

## Головатий Володимир Федорович
Мер міста з 15.11.1968 по 01.12.1972 рік
Народився в сім'ї службовця 19 січня 1932 р. Отримав юридичну освіту в Київському Державному університеті. Працював помічником прокурора м. Вінниці. Протягом 1964 — 1968 перебував на посадах секретаря та заступника голови Вінницького виконкому.
Був звільнений з посади голови виконкому Вінницької міської ради депутатів трудящих в зв'язку з переходом на посаду заступника голови обласного комітету народного контролю.
В 1971 р. на одній з площ розташованої на початку вулиці М. І. Пирогова встановлено пам'ятник великому вченому.
В цей час великі кошти виділяються у Вінниці на розширення і поліпшення мережі медичних закладів. Лише в 1971 р. із міського бюджету на охорону здоров'я було виділено 9 млн крб. незадовго було здано в експлуатацію дитячу лікарню № 2, міську лікарню, зведено новий лікувальний корпус психоневрологічної лікарні.
Також велика увага приділялась освіті. На 1971 р. у місті працювало 27 загальноосвітніх шкіл та школа-інтернат, 2 музичні школи, спортивна та художня школи. У місті завершено будівництво палацу спорту товариства «Авангард», широкоформатного кінотеатру «Росія», готелю «Південний Буг».

## Марченко Володимир Вікторович
Мер міста з грудня 1964 по 15 листопада 1968. Народився 29 липня 1923 в с. Володимирівка Кіровоградської області. Здобув вищу освіту, закінчуючи спеціальну середню школу ВВС в м. Луганськ та вищу партійну школу при ЦК КПРС (м. Москва). В одному з протоколів зазначено, що «… за чотири роки … багато зроблено в області комунального господарства, будівництва, благоустрою міста. Місто змінило свій вигляд. Значно покращився стиль роботи виконкому…»

## Лютворт Генріх Адамович
Мер міста з 28.02.1963 року по 10.12.1964 рік
Народився 25 січня 1925 р. в с. Ізабелівка Вінницької області. Освіту отримав у Вінницькому педагогічному інституті. За спеціальністю викладач історії.
Трудову діяльність почав у Вінницькому педагогічному інституті — викладачем кафедри історії, одночасно керував парткомом інституту. Був обраний секретарем Вінницького міського комітету КП України.
Будучи головою виконкому приділяв багато уваги питанням благоустрою міста, культурного і побутового обслуговування населення, охороні громадського порядку. За його ініціативи створюється площа ім. Ю.Гагаріна, на якій споруджується Центральний універмаг, готель та житлові будинки. Розпочато будівництво житлового масиву по вул. Свердлова, проектування і будівництво житлового масиву, якому Генріх Адамович, як історик, запропонував дати назву «Вишенька» — за назвою річки та села Вишня (маєток М. І. Пирогова), що знаходились поруч.
Генріх Адамович організував побудову першої у місті тролейбусної лінії від будівельного технікуму до нового радіолампового заводу на східній околиці міста шляхом об'єднання можливостей міських підприємств. За проявлену ініціативу — без узгодження з центральними плановими органами, Генріху Адамовичу було винесено догану центральним комітетом КП України.
Прокладаються нові трамвайні лінії, газифіковано понад 15 тис. квартир, організована забудова земельних ділянок для сотень офіцерів звільнених масово у запас в 60-х роках, відкрито новий Палац піонерів та школярів на Хмельницькому шосе. За його ініціативи у Вінниці був закладений у 1963 р. ботанічний сад у якому біло чимало рідкісних дерев і чагарників.
Будучи головою виконкому, а в подальшому завідувачем відділу науки і навчальних закладів ОК КП України, Генріх Адамович, вів велику роботу з розвитку мережі навчальних та медичних закладів. Організував, збір коштів підприємств та колгоспів області для будівництва першого в Поділдьському регіоні технічного вузу. Генріх Адамович провів велику роботу з центральними органами в Москві та Києві для надання інституту статусу самостійного вузу і довів її до прийняття Радою міністрів СРСР розпорядження про створення Вінницького політехнічного інституту.
Генріх Адамович брав активну участь в написанні «Історії міст і сіл Української РСР. Вінницька область» будучи заступником голови редколегії та співавтором історичної довідки про місто Вінницю.
Помер у віці 47 років (12 липня 1972) займаючи посаду завідувача відділу науки і навчальних закладів ОК КП України.

## Чінченко Віталій Пилипович
Мер міста з 07.08.1962 по 07.01.1963 рік
Народився 27 лютого 1918 р. в м. Єлисаветграді в сім'ї службовця. 1939 р. вступив до Київського Гідромеліоративного інституту з початком Німецько-радянської війни навчався на гідротехнічному факультеті Ташкентського інституту інженерів іригації і механізації сільського господарства. Брав участь у будівництві Фархадської ГЕС в м. Біловат. Після закінчення війни переїздить до батьків у м. Вінницю. Працював в управлінні водоканалізації, інженером треста Сантехмонтаж № 1.
Призначення на посаду збіглося з серйозною підготовкою до урочистого святкування 600-річчя з дня заснування міста. Вінницю вітали делегати Келецького воєводства ПНР, моряки танкера «Вінниця» та ряд інших делегацій.

## Огородник Степан Васильович
Мер міста з 08.05.1958 по 03.08.1962 рік.
Для захисту вулиці Київської від весняних паводків, почалось будівництво водозахисної дамби вздовж лівого берега Південного Бугу від П'ятничанського до Староміського мостів. Прокладено нові трамвайні лінії, на Хмельницькому шосе споруджено трамвайне депо. Налагоджувався регулярний автобусний рух.

## Юр'єв Петро Іванович
мер міста з 28.11.1953 по 28.04.1958 рр.
В 1953 році новий залізобетонний міст, що з'єднав Замостя з центром був зданий в експлуатацію. Це значно поліпшило роботу міського транспорту.

## Багрій Григорій Олексійович
Мер міста з 19.11.1949 по 21.11.1953 рік.
Його головування — етап великих державних капіталовкладень в відбудову та розбудову міста. В цей час виникли нові житлові масиви. Розгорнулось індивідуальне будівництво в районах Слов'янки, Старого міста, П'ятничан, Хмельницького і Немирівського шосе. Лише в 1948—1950 рр. було зведено більше тисячі житлових будинків. Відновлено та відреставровані будинки обкому партії та облвиконкому, бібліотеки ім. Тімірязєва, готелю «Україна», музично-драматичного театру.
Розпочалось будівництво трьох бетонних мостів через річку Південний Буг.

## Петров Петро Володимирович
Мер міста з 04.05.1946 по 19.11.1949 рр.
Згідно з рішеннями щодо розподілу обов'язків між головою та заступниками, до повноважень міського голови відносилось загальне керування роботою та штатами виконкому; контроль за бюджетом, фінансуванням, торгівлею, громадським харчуванням, культурно освітньою роботою, енергетичним господарством та житлово-промисловим будівництвом міста. Крім того, в коло обов'язків міського голови входив і ряд функцій сучасних органів правопорядку та нагляду. Це — охорона громадського порядку та безпеки, військова робота, розгляд скарг і заяв. Дивує те, що в цьому рішенні до обов'язків голови віднесено «суд і прокуратуру».

## Силін Дмитро Макарович
мер міста з 16.08.1945 по 10.04.1946 рік
Згідно з тогочасними постановами Міської Ради в її обов'язках було:
- розширення лікувальної мережі міста за рахунок відкриття нових закладів охорони здоров'я та затвердження кількості лікарських ставок. У цей час планується відкриття (Кировської) районної поліклініки і Міської Поліклініки інвалідів Вітчизняної війни, однак, їхній штат мала затвердити Штатна комісія за клопотання депутатів обласної ради.
- Розподіл та нагляд за використанням в колгоспах міста великої рогатої худоби.

Контроль за використанням земельного та квартирного фонду міста.
Силін Д. М. був звільнений від обов'язків у зв'язку з переходом на іншу роботу. Виконання його обов'язків були тимчасово покладені на Гарбузюка Федора Михайловича, який у наступного голови перебував на посаді заступника.

## Крутько Павло Іванович
мер міста з 04.1944 по 16.08.1945 рік
19 березня 1944 р. Вінниця була звільнена від німецьких окупантів. Розпочався етап виснажливої відбудови. На квітень 1945 р. у Вінниці діяло понад 30 промислових підприємств, відновлено роботу водонасосної станції, відремонтовано шляхи і мости, здано в експлуатацію 17,4 тис. кв. м. житлової площі. Відновлена робота закладів освіти.
Судячи з рішень, це час формування апарату міськвиконкому та органів місцевого самоврядування.

## Савостьянов Олександр Олександрович
До революції був провідником Гайсинського повітового дворянства, у радянські часи працював професором медичного інституту, де продовжив працювати і під час окупації. Був членом комісії з розслідування масових розстрілів органами НКВС у Вінниці.
Емігрував у Париж з дружиною, помер у 1947 рр., похований на цвинтарі Сент-Женев'єв-де-Буа.

## Фурса Стефан Васильович
Голова міської ради в 1939 — 1941 рр.
Народився в с. Сміла Київської губернії в грудні 1899 р. в 1910 р. втратив батька. Навчався в чотирикласній школі м.Сміла, закінчив лише 3 класи та мав нижчу освіту. 11 років працював мідником на виробництві. Згодом його кар'єра стрімко пішла вгору. Він займав посади голови культурної комісії, голови Райсельбанку, голови Райпрофради в містах Сміла, Кам'янка, Канів та Монастирище. Згодом став завідувачем Фінансово-господарським відділом ЦК КП(б)У у м. Вінниця, звідки й заступив на посаду міської ради.
Перед міською владою постало завдання докорінно поліпшити водопостачання, оскільки потреби жителів у фільтрованій воді задовольнялись погано. Вже в 1940 р. в експлуатацію було здано новий водогін. Довжина водогінної мережі досягла 57,5 км.
Місто стрімко розвивалось. Виникла нові вулиці, площі. У 1941 р. довжина міських вулиць перевищила 113 км. Капітально були відремонтовані старі вулиці (Косовського, Дзержинського, Першотравнева, Ворошилова, Пирогова). Центральна магістраль міста — вулиця Леніна (нині Соборна) була значно розширена і заново замощена. Поліпшувалось вуличне освітлення. В 1940 р. міські зелені насадження становили 203,2 га. На місці колишнього саду виріс парк культури і відпочинку ім. М.Горького. У ньому працювало 2 кінотеатри, естрада, читальні, танцювальні майданчики. З січня 1941 р. почали діяти музично-драматичний та ляльковий театри.

## Ніколаєв
Це прізвище зафіксовано у витягу з протоколу № 37 засідання бюро міському від 13 січня 1939 р. У ньому, рішення бюро МК КП(б)У про його затвердження на посаді голови міськради відмінено та призначено наступника.

## Кисельов Василь Іванович
голова Вінницької міської ради на 1937—1938 роки

## Цюпак Олександр Порфирович
Міський голова в 1935 — 1936 рр.
1896 року народження. З сім'ї різноробочого. Закінчив початкову приходську трирічну школу м. Зінькові, Полтавської губернії у 1908 р. В 1919 р. був політ комісаром І-ї бригади 54-ї Стрілецької дивізії Червоної Армії, місяць перебував у полоні в армії Денікіна м. Севськ Орловської губернії. Після закінчення громадянської війни займав посади голів повітових, окружних та районних виконкомів та голів міських рад в Зінов'ївські (Одеська обл.), Бердичеві, Вінниці.
У 1935 р. було урочисто відкрито міський палац піонерів.

## Козіс Лука Савич
мер міста з 1932 по 1934 рр.
Цей період в житті міста характеризується поступовим розширенням масштабів житлового будівництва. З'являються 3-5 поверхові будинки характерні для етапу формування соціалістичних міст. Для культурного обслуговування населення з 1932 р. у Вінниці на постійну роботу залишено оперну студію, яка гастролювала Україною. Також у 1932 р. почалась реконструкція трамвайного господарства — споруджуються нові лінії, поповнюється вагонний парк. З 1933 р. почала функціонувати вінницька радіостанція. Місцева влада приділяла багато уваги забезпеченню міста в зростаючих потребах в електроенергії. Так у 1934 р. була побудована паротурбінна електростанція, яка значно зміцнила енергетичне господарство міста. Цього ж року почала працювати інфекційна лікарня.

## Межуєв Микола Дмитрович
голова міської ради в .12.1930—1932 роках. В 1931 р. відкрили перший звуковий кінотеатр.

## Фукарьова
мер міста в 1929 р.

## Корж
Голова міської ради депутатів до 09.1928 р. Голова міської ради депутатів трудящих. Був рекомендований на посаду своїм попередником.

## Вірт
Голова міської ради до 23.08.1928
Тимчасовий виконувач обов'язків Голови міської ради депутатів трудящих. Звільнився з посади у зв'язку з виїздом із м. Вінниці.

## Маслюк Федір Гнатович
Міський голова з жовтня 1926 р. по 30.05.1928 р. У 1927 р. відкрито меморіальний заклад М. М. Коцюбинського.

## Воробйов Іван Онисимович
Міський голова в 1925—1926 роках.

## Ніколаєв
Міський голова в 1925 р. Наприкінці 1925 р. був відкритий будинок Червоної Армії.

## Слинько Іван Федотович
Голова міської ради з 02 січня 1925 р. по 10 листопада 1925 р.
Був обраний головою міської ради депутатів трудящих на засіданні президії Вінницької міської ради, на якій головував Новиков.

## Ремейко Олександр Георгійович
Міський голова в 1923 році. У березні 1923 р. Вінниця стала окружним центром, а у 1924 р. місто поділили на 5 районів.

## Фанстіль А. Р
Міський голова з 29 квітня 1918 р. — 19 червня 1920 р.

## Едельштейн Євген Пилипович
Голова виконкому самопроголошеної Вінницької Ради робітничих і солдатських депутатів з 17 січня 1918 р. по 13 лютого 1918 р.

## Літвіцький М. О
Виконувач обов'язків (заступаючий місце) міського голови з 12 жовтня 1917 по 17 січня 1918 р.

## Олтаржевський І. С
Міський голова з 8 березня по 12 жовтня 1917 р.

## Оводов Микола Васильович
Міський голова з 30 березня 1899 р. до 8 березня 1917 р.
Народився 17 листопада 1864 р. у Воронезькій губернії у збіднілій дворянській сім'ї. Здобув медичну освіту в університеті святого Володимира у Києві та був направлений у Подільську губернію, де 7 березня 1889 його призначили ямпільським міським лікарем. Через рік Оводов був переведений на таку саму посаду у Вінницю. Крім того, в 1890 він став лікарем місцевого реального училища, а в 1892 був призначений консультантом з хірургічних хвороб при Вінницькій окружній психіатричній лікарні. За боротьбу з холерою був нагороджений орденом св. Анни III ст., (1894), крім того, мав ордени св. Станіслава II ступеня (1897) і св. Анни II ст. (1902).
Плідна професійна і громадська діяльність не залишилась непоміченою і 30 березня 1899 постановою Вінницької Міської Думи він був обраний міським головою на чотирирічний термін, пізніше неодноразово переобирався і займав цю посаду до початку 1917. Саме під час головування Оводова відбувся величезний прогрес у розвитку Вінниці. Значними подіями в житті міста були спорудження: Народного дому на Замості (1902), міського театру (1910), електростанції та перших електричних ліхтарів (1910), першої черги водогону (1910 — 1911), міської думи на Поштовій вулиці (1911), готелю «Савой» (нині «Україна»), що був найоригінальнішою будовою того часу, обладнаною центральним водяним опаленням та електричним ліфтом (1912), трамвайне сполучення центру та Замостя (1912), закладення міського парку, телефонна станція. Протягом 1912—1916 рр. видавалась газета «Юго-Западный край», що була органом Вінницької міської думи.
З ім'ям Оводова пов'язано більшість важливих справ, що торкалися в той час Вінниці, і розглядалися міською думою і міською управою.
М. В. Оводов закінчив своє життя в Одесі в 1941, де працював лікарем.

## Дивись також
- Список Вінницьких старост